# Front de la steppe
Le front de la steppe est une unité militaire soviétique, organisée, le 9 juillet 1943, à partir des unités de l'Armée rouge, situées sur les arrières du saillant de Koursk alors rattachées au district militaire de la steppe.

## Historique opérationnel

### Front de la Steppe
Après avoir participé à l'arrêt de l'offensive allemande à la bataille de Koursk, en fournissant des renforts au front de Voronej, en particulier la 5e armée de chars de la garde. Il fournit le principal effort au cours de l'opération Polkovodets Rumyantsev et des offensives suivantes en Ukraine orientale, participant ensuite à la libération de Kiev. Le
20 octobre 1943, pour marquer ces succès, il devient le deuxième front ukrainien.

### Deuxième front ukrainien
Durant l'hiver 1943,le front participe à l'offensive Dniepr-Carpates qui libère la partie occidentale de l'Ukraine et la Moldavie. Il participe notamment à la bataille de Tcherkassy où, avec le premier front ukrainien, sont mises hors de combat environ 6 divisions allemandes, ainsi qu'à la bataille d'Ouman.
À l'été 1944, le front repart à l'offensive en Roumanie puis en Hongrie, où il subit fin octobre un revers à Debrecen, qui ne l'empêche pourtant pas d'atteindre Budapest le 7 novembre. S'engage alors le siège de Budapest. Au printemps 1945, en collaboration avec le troisième front ukrainien, il repousse ensuite les forces allemandes hors de Hongrie, libère une grande partie de la Tchécoslovaquie lors de l'offensive de Prague puis participe à l'offensive de Vienne et à l'offensive Bratislava-Brno.
Le deuxième front d'Ukraine fait la jonction avec les troupes américaines le 10 mai dans la région de České Budějovice.
Le 10 juin 1945, le front est dissous et versé dans les réserves de la Stavka. Son état-major formera ensuite l'encadrement du district militaire d'Odessa.

## Commandants
- 9 juillet 1943 - mai 1944 : Ivan Koniev
- mai 1944 - juin 1945 : Rodion Malinovsky